# Monte Rosa

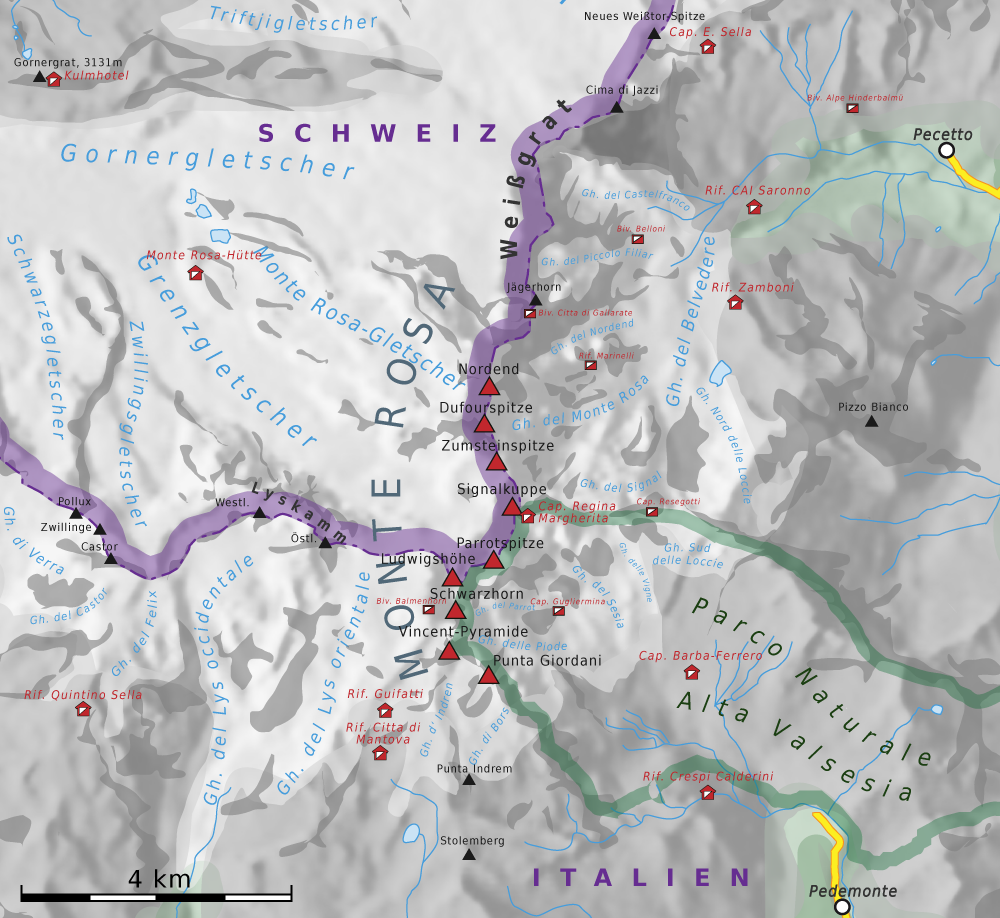
Główna część masywu Monte Rosa

Monte Rosa (wł.), Mont Rose (fr.; we wł. dial. roëse – lodowiec) – najpotężniejszy masyw górski całych Alp. Leży w Alpach Pennińskich, na granicy między Włochami (regiony Dolina Aosty i Piemont), a Szwajcarią (kanton Valais). Na północ od masywu znajdują się doliny Mattertal i Saastal, na południe doliny Val di Gressoney (Valle del Lys) w Dolinie Aosty i Valsesia w Piemoncie, a na wschód dolina Valle Anzasca w Piemoncie.
W grzbiecie głównym Alp Pennińskich masyw ciągnie się (z zachodu na wschód) od przełęczy Colle del Lys (4246 m), za którą znajduje się masyw Breithorn – Lyskamm, do przełęczy Passo di Monte Moro (2846 m), gdzie graniczy z masywem Andolla. Od zachodu wznoszą się tu m.in. szczyty: Ludwigshöhe (4341 m), Parrotspitze (4436 m), Signalkuppe (4554 m), Zumsteinspitze (4563 m), Grenzgipfel (4618 m), Nordend (4609 m), Jägerhorn (3970 m), Fillarjoch (3586 m), Cima Brioschi (3635 m), Cima di Jazzi (3803 m), Schwarzberghorn (3609 m), Steinchalchhorn (3333 m) i Monte Moro (2985 m).
Od szczytu Ludwigshöhe odchodzi na południe potężny boczny grzbiet ze szczytami Schwarzhorn (4322 m), Piramide Vincent (4215 m), Balmenhorn (4167 m),  Punta Giordani (4046 m), Punta Vittoria (3435 m). Dzieli się on na kilka grani. Są tu m.in. szczyty Alta Luce (3184 m), Corno del Camoscio (3024 m), Corno Bianco (3320 m), Punta di Ciampono (3233 m).Grzbiet ten oddziela dolinę Val di Gressoney (Valle del Lys) od doliny Valsesia i jest granicą między regionami Dolina Aosty i Piemont.
Od szczytu Signalkuppe odchodzi na wschód grzbiet m.in. ze szczytami Punta Grober (3497 m), Punta Rizzetti (3196 m), Pizzio Bianco (3215 m) i Corno di Faller (3128 m). Grzbiet ten oddziela dolinę Valsesia od doliny Valle Anzasca.
Od szczytu Grenzgipfel odchodzi na zachód (na stronę szwajcarską) boczna grań kończąca się szczytami Ostspitze (4632 m) i Dufourspitze (4634 m) - najwyższymi w całym masywie.
Na północ od głównego masywu, w dolinie Mattertal, oddzielona lodowcami, ciągnie się równoleżnikowo niewielka grań ze szczytami Riffelhorn (2927 m), Gornergrat (3130 m), Hohtälli (3286 m), Rote Nase (3251 m) i Stockhorn (3405 m).
Na północ od Schwarzberghorn (3609 m) odchodzi krótka grań z przełęczą Schwarzberg-Weisstor (3535 m), za którą znajduje się masyw Allalin. Przełęcz ta oddziela też dolinę Mattertal od doliny Saastal.

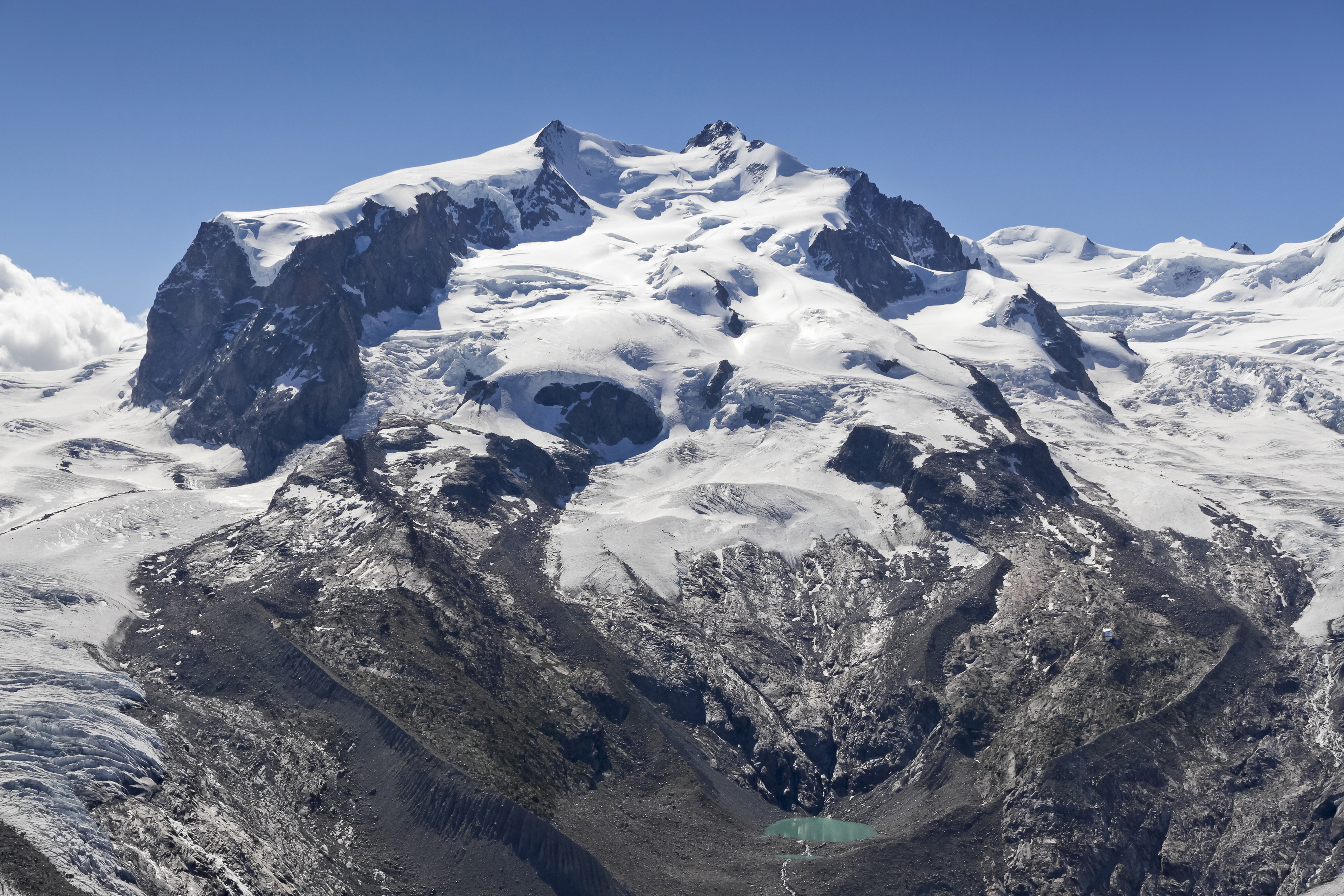
Dufourspitze i lodowiec Monte Rosa Gletscher. Widok z Gornegrat

Na północ i zachód od grzbietu głównego masyw otaczają m.in. lodowce: Grenzgletscher, Monte Rosa Gletscher, Gornergletscher, Findelgletscher, Szwarzberggletscher i Seewjinengletscher.
Południowe i wschodnie zbocza masywu są bardziej strome. Wschodnia ściana masywu (ściana Macugnaga) o wysokości 2400 metrów jest najwyższą ścianą w Alpach. Są tu niewielkie lodowce takie jak na przykład Ghiacciaio del Lys, Ghiacciaio di Indren, Ghiacciaio del Belvedere czy Ghiacciaio delle Piode.
Szczyty w masywie powyżej 4000 metrów n.p.m.:
- Dufourspitze (4634 m)
- Ostspitze (4632 m)
- Grenzgipfel (4618 m)
- Nordend (4609 m)
- Signalkuppe (4554 m)
- Zumsteinspitze (4563 m)
- Parrotspitze (4436 m)
- Ludwigshöhe (4341 m)
- Schwarzhorn (4322 m)
- Piramide Vincent (4215 m)
- Balmenhorn (4167 m)
- Punta Giordani (4046 m)[7]

Na obszarze masywu funkcjonuje kolej zębata z Zermatt na Gornergrat (3136 m).
Według klasyfikacji Suddivisione Orografica Internazionale Unificata del Sistema Alpino masyw Monte Rosa i masyw Breithorn – Lyskamm tworzą grupę górską Alpy Monte Rosa.

## Panorama

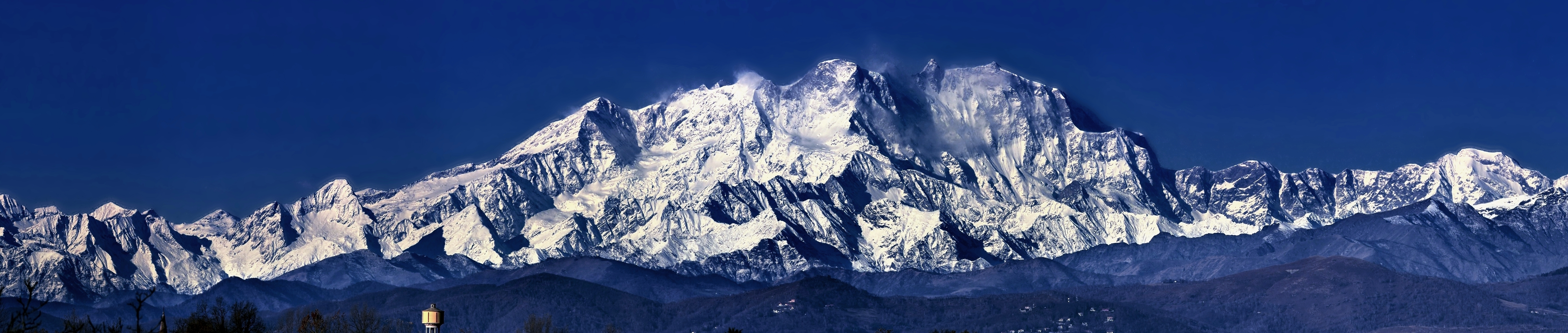
Masyw Monte Rosa od południowo-wschodniej strony. Widok znad jeziora Maggiore